# 南沢十七
南沢 十七（みなみざわ じゅうしち、一部文献にある「なんざわ としち」は誤り、1905年3月10日 - 1982年9月26日）は日本の探偵小説・科学小説家、翻訳家。ペンネームの「十七」は17歳のときに父親を亡くしたことによる。代表作に『緑人の魔都』などがある。
本名である川端 男勇（かわばた まさお）名義では科学者の伝記の翻訳や、ノンフィクションの執筆を行った。別名義に本名をもじった川端 勇男（いさお）や、巳貴 千尋、米田 華舡 がある。雑誌『科学画報』の編集長を務めた。
中国研究家の米田祐太郎は叔父。

## 経歴
宮城県仙台市出身。三田中学（現・三田学園高校）を卒業（一説によれば幼児の頃に満州に渡って成人まで滞在していたという）。国立長崎医科大学薬学部を卒業後、東京外語（現・東京外国語大学）に入学し、ドイツ語を専攻する。同期にユーモア小説家の玉川一郎がいた。
卒業後、東京市の衛生試験所に勤務。後に伝染病研究所に移り、さらに、アルバイトで書いた文章が評価されて報知新聞社に迎えられる。この頃、叔父の米田祐太郎から薦められたこともあり、『新青年』『少年倶楽部』などに小説を執筆するようになった。『新青年』編集部にもよく顔を出しており、木々高太郎を編集長の水谷準に推薦したのは海野十三と南沢である。
1960年（昭和35年）前後からは、作品を発表することはほとんどなくなった。
1982年（昭和57年）9月26日、脳出血のため死去。77歳。

## 評価
同時期に活躍していた海野十三の亜流として扱われ、作品の評価はあまり高くない。しかし、1948年（昭和23年）に発表された『緑人の魔都』が、当時にあっては斬新なヒロイック・ファンタジー的世界観と、主人公たちが延々と亀の甲羅を背負い続けながら行動するといったシュールな展開が後になって一部で話題となり、横田順彌『日本SFこてん古典』 やと学会編『トンデモ本の世界』 などで取り上げられた。また、會津信吾と横田順彌は『緑人の魔都』を復刻 した功績で日本トンデモ本大賞の特別賞を受賞している。

## 著作

### 図書
- 『金星の大ターザン』（1950年）[7]
- 川端勇男『支那秘薬処方全書』文久社出版部、1929年。NDLJP:1076217。
- 川端勇男『東西薬用植物考』文久社出版部、1931年。NDLJP:1051573。
- 南沢十七『人類性風俗史』 牢獄篇、武侠社、1933年5月。NDLJP:1137811。
- 川端勇男『戦時下日本に跳梁する国際スパイの正体』大文字書院、1938年。NDLJP:1093778。
- 川端勇男『漢方医薬処方全書』漢方医薬処方全書刊行会、1939年6月。NDLJP:1907222。
- 川端勇男『内燃機王ディーゼル』改造社、1939年。NDLJP:1687001。
- 川端勇男『模型製作ニユーハンドブツク』 第4編（化學應用遊戯と玩具の作り方）（11版）、誠文堂新光社、1940年8月。NDLJP:3456580。
- 南沢十七 著「成層圈の花嫁」、三木至 編『探偵小説名作集』新正堂書店、1941年9月。NDLJP:1881524。
- 南沢十七 著「昆蟲夫人」、大井忠 編『傑作スパイ小説集』啓徳社出版部〈國民明朗文庫〉、1941年10月。NDLJP:1881522。
- 南沢十七 著「飛行船の墜落」、叢駿三 編『傑作科学探偵小説集』啓徳社、1941年12月。NDLJP:1881525。
- 川端勇男『明日への科学』興亜日本社、1941年。NDLJP:1216928。
- 川端勇男『独逸宣伝中隊の組織と活躍』スメル書房、1942年。NDLJP:1062854。
- 川端勇男『近代細菌学の父 ローベルト・コッホ先生』柴山教育出版社、1942年。NDLJP:1738842。
- 川端勇男『ディーゼル・クルップ・ジーメンス 独逸三大技術者』潮文閣、1943年。
- 南澤十七『海底黒人』國民社、1944年11月。NDLJP:1873335。
- 川端勇男『小説 マラリア』東亜書院、1944年。NDLJP:1133935。
- 南沢十七『不思議な虫眼鏡 幻想と科学と探検の少年小説』株式会社文化書院、1946年8月25日。 - プランゲ文庫整理番号：495-38（読み物）原資料所蔵機関：メリーランド大学
- 南沢十七『新奇巌城』まひる書房、1946年11月25日。 - プランゲ文庫整理番号：492-17（読み物）原資料所蔵機関：メリーランド大学
  - 南沢十七『新奇巌城』まひる書房、1947年3月5日。 - プランゲ文庫整理番号：492-16（読み物）原資料所蔵機関：メリーランド大学
  - 南沢十七『新奇巌城』まひる書房〈少年少女文庫撰〉、1948年。NDLJP:1340278。
- 川端勇男『エヂソン伝』潮文閣、1946年。NDLJP:1043377。
- 南沢十七『怪人魔境』日本書林、1947年1月10日。 - プランゲ文庫整理番号：495-29（読み物）原資料所蔵機関：メリーランド大学
- 南沢十七『雷獣境 少年冒険伝奇小説』まひる書房、1947年9月20日。 - プランゲ文庫整理番号：492-15（読み物）原資料所蔵機関：メリーランド大学
  - 南沢十七『雷獣境』まひる書房〈少年少女文庫撰〉、1948年。NDLJP:1340277。
- 南沢十七『あざらし少年』偕成社、1948年6月20日。 - プランゲ文庫整理番号：490-4（読み物）原資料所蔵機関：メリーランド大学
  - 南沢十七『あざらし少年』伊藤幾久造 絵、偕成社、1948年。NDLJP:1338973。
- 南沢十七『湖底の魔城 科学冒険』偕成社、1948年1月15日。 - プランゲ文庫整理番号：490-18（読み物）原資料所蔵機関：メリーランド大学
  - 南沢十七『湖底の魔城 科学冒険』偕成社、1948年6月10日。 - プランゲ文庫整理番号：490-19（読み物）原資料所蔵機関：メリーランド大学
- 南沢十七『ダイヤモンドの弾丸』東雲堂新装社〈新ルパン物語 第一巻〉、1948年3月25日。 - プランゲ文庫整理番号：494-13（読み物）原資料所蔵機関：メリーランド大学
  - 南沢十七『ダイヤモンドの弾丸』東雲堂新装社〈少年新ルパン物語 1〉、1948年。NDLJP:1339057。
- 南沢十七『港の少年探偵 少年冒険小説』株式会社新浪漫社浅田書店、1948年4月5日。 - プランゲ文庫整理番号：493-14（読み物）原資料所蔵機関：メリーランド大学
- 南沢十七『姿なき怪人 科学怪奇冒険』日本書林、1948年5月30日。 - プランゲ文庫整理番号：495-27（読み物）原資料所蔵機関：メリーランド大学
  - 南沢十七『姿なき怪人 科学怪奇冒険』日本書林、1948年10月10日。 - プランゲ文庫整理番号：495-28（読み物）原資料所蔵機関：メリーランド大学
- 南沢十七『龍奇城の怪人 少年科学冒険小説』株式会社新浪漫社浅田書店、1948年7月5日。 - プランゲ文庫整理番号：493-18（読み物）原資料所蔵機関：メリーランド大学
- 南沢十七『蜃気楼の魔人』東雲堂新装社〈新ルパン物語 第二巻〉、1948年8月25日。 - プランゲ文庫整理番号：494-12（読み物）検閲書類枚数：1原資料所蔵機関：メリーランド大学
- 南沢十七『緑人の魔都 少年怪奇冒険小説』株式会社新浪漫社浅田書店、1948年12月20日。 - プランゲ文庫整理番号：493-17（読み物）検閲書類枚数：1原資料所蔵機関：メリーランド大学
  - 南沢十七 著「緑人の魔都」、會津信吾、横田順弥 編『少年SF傑作集』三一書房〈少年小説大系 第18巻〉、1992年5月。ISBN 4-380-92547-1。 - 監修：尾崎秀樹ほか。
- 川端勇男『人類の恩人 ローベルト・コッホ』諏訪部晃 絵、ポプラ社〈偉人伝文庫〉、1951年。NDLJP:1627958。
- 川端勇男『不屈の発明王 ディーゼル』古賀亜十夫 絵、偕成社〈偉人物語文庫 40〉、1952年。NDLJP:1628021。
- 南沢十七『変幻猿飛佐助』小林秀美 絵、まひる出版社〈まひる少年講談文庫 2〉、1954年。NDLJP:1638681。
- 川端勇男『媚薬と生活』大衆社、1955年。NDLJP:2425493。
- 川端勇男『パスツール』立野保之介 絵、ポプラ社〈子どもの伝記物語 6〉、1959年。NDLJP:1628103。
- 南沢十七 著「氷人」、横田順弥 編『日本SF古典集成』 第3巻、早川書房〈ハヤカワ文庫 JA〉、1977年8月。ISBN 4-15-030097-6。
- 南沢十七 著「蛭」、鮎川哲也 編『怪奇探偵小説集』 第1巻、双葉社〈双葉ポケット文庫〉、1983年12月。
  - 南沢十七 著「蛭」、鮎川哲也 編『怪奇探偵小説集』 第1巻、角川春樹事務所〈ハルキ文庫〉、1998年5月。ISBN 4-89456-400-9。
- 江戸川乱歩、横溝正史・夢野久作 ほか「氷人」『爬虫館事件 新青年傑作選』角川書店〈角川ホラー文庫〉、1998年8月。ISBN 4-04-344901-1。
- 南沢十七 著「超γ線とQ家」、長山靖生 編著 編『懐かしい未来 甦る明治・大正・昭和の未来小説』中央公論新社、2001年6月10日。ISBN 4-12-003154-3。
- 南沢十七 著「蛭」、ほんの森 編『恐怖ミステリーbest 15 こんな幻の傑作が読みたかった！』シーエイチシー(出版) コアラブックス(発売)、2006年5月。ISBN 4-86097-194-9。

### 共著
- 川端男勇、米田祐太郎 共著『東西媚薬考』文久社出版部、1928年5月。NDLJP:1138061。 - 付録：「支那媚薬考」。
- 川端勇男、鵜野誠 共著『健康と長寿への新しい途 第三の医学』科学新聞社〈科学新聞シリーズ 第3集〉、1960年。NDLJP:2427785。

### 翻訳
- クロスビイ・ガルスチン『南支那海』南沢十七 訳、興亜日本社、1940年。NDLJP:1689683。
- ハインツ・ゲェク『緑の石』南沢十七 訳、育生社弘道閣〈新日本圏叢書 14〉、1942年。NDLJP:1136405。 - 原タイトル：Der Grüne Stein.
- ハンス・レベルク『アフリカの苦悶 ラジオドラマ三部作』稲木勝彦・南沢十七 共訳、錦城出版社、1943年。
- スタックプール 原作『少年捕鯨王』南沢十七 訳、丹羽書店〈キリンの世界名作文庫 2〉、1943年。NDLJP:1658654。